# オムロン ヘルスケア
オムロンヘルスケア株式会社（英: OMRON HEALTHCARE Co., Ltd.）は、健康機器の開発・販売などを行う東京証券取引所プライム市場上場のオムロンの完全子会社である。

## 概要
2003年7月にオムロンの社内カンパニーの一つであった「ヘルスケアビジネスカンパニー」を分社化し、設立。オムロンブランドの血圧計や体重体組成計を主に発売しており、このほかにも電動歯ブラシや歩数計など一般向けの健康機器類を取り扱っている。
また、当時子会社であったオムロン コーリンが販売していた「オムロン」「コーリン」ブランドの医療機関向け製品（血圧計、ネブライザ、生体管理モニターなど）の企画・開発も行っている。
2007年からは、一般向け健康機器のイメージキャラクターに浅田真央を起用している。

## 沿革
- 2003年
  - 7月1日 - オムロン株式会社 ヘルスケアビジネスカンパニーを分社化し設立
  - 7月30日 - 主力商品の一つである血圧計の累計販売台数が5,000万台を突破
  - 9月24日 - 経肺薬液投与のDDSをニプロと共同開発
- 2005年6月 - コーリンメディカルテクノロジー株式会社（後のオムロン コーリン株式会社）の全株式を取得し、子会社化
- 2006年4月 - 当社医療機器営業部をコーリンメディカルテクノロジーの営業本部へ、コーリンメディカルテクノロジーの開発本部・マーケティング本部を当社へ相互移管。これにより、「コーリン」ブランドで発売する製品の企画・開発を行うようになる。
- 2008年4月25日 - 血糖値自己測定器「プレシジョン エクシード」を発売。
- 2011年10月 - 本社を京都市右京区から京都府向日市へ移転。
- 2012年
  - 4月 - 子会社のオムロン松阪を経営統合（吸収合併）し、生産機能を当社に統合。
  - 7月2日 - NTTドコモとの合弁で、健康支援サービス事業を手掛けるドコモ・ヘルスケア株式会社を設立（出資比率 NTTドコモ:66%、当社:36%）。
- 2016年12月1日 - 子会社であったオムロン コーリン株式会社の全株式をフクダ電子株式会社に譲渡（オムロン コーリン株式会社は、2017年1月にフクダコーリン株式会社へ商号変更）。
- 2020年1月28日 - ドコモ・ヘルスケア株式会社の当社持分全株式をNTTドコモへ譲渡（ドコモ・ヘルスケア株式会社は、2020年4月にNTTドコモに吸収合併）

## 取扱製品
- 体重体組成計・体脂肪計 - 体重体組成計の一部は「カラダスキャン」のブランド名で発売されている。
- 血圧計 - 腕を入れるタイプは「スポットアーム」のブランド名で発売。
- 体温計（けんおんくんなど）
- 歩数計（Walking style・STEPS）・活動量計（Active style Pro）
- 携帯型心電計
- 電動歯ブラシ（メディクリーン・シュシュ マイクロビブラート）・口腔洗浄器（エレピック）
- 治療器（エレパルス・ぐっと楽など）
- ネブライザ
- 吸入器（スチームサワ）
- 検査薬（クリアブルー） - 妊娠検査薬と排卵日予測検査薬の「排卵日予測テスト」があり、妊娠検査薬（製造販売元：アボット ダイアグノスティクス メディカル）は第2類医薬品、「排卵日予測テスト」（選任製造販売業者：アボット ダイアグノスティクス メディカル、外国特例承認取得者:SPD Swiss Precision Diagnostics）は第1類医薬品である。
- マッサージ機器（TOKOTON）
- 補聴器（イヤメイト）